# Джейрахское ущелье
Джейра́хское, Джера́хское, Джейра́ховское или  Джера́ховское ущелье (ингуш. ЖӀа́йраха чӀож) — ущелье реки Джейрахчожхи — левого притока реки Армхи в Джейрахском районе Ингушетии. Начинается с северного склона вершины Джейрахчожкорта и тянется с юга на север, разделяя на две части современное селение Джейрах. В работах некоторых авторов, а также на интернет-ресурсах, название Джейрахского ущелья ошибочно распространяется на долину/ущелье реки Армхи (Кистинка) — Кистинское ущелье.